# Agharta
Agharta – podwójny koncertowy album nagrany przez Milesa Davisa w Osaka Festival Hall w Japonii w lutym 1975 r. i wydany przez firmę nagraniową Columbia w tym samym roku.

## Charakter albumu
Agharta jak i Pangaea była ostatnim koncertowym albumem Milesa Davisa przed jego pięcioletnim wycofaniem się z życia publicznego i artystycznego. Początkowo album został wydany tylko w Japonii.
- zobacz: Pangaea.

## Muzycy
Septet
- Miles Davis – trąbka, organy
- Sonny Fortune – flet, saksofon sopranowy, flet altowy
- Pete Cosey – gitara, instrumenty perkusyjne, synthi
- Reggie Lucas – gitara
- Michael Henderson – gitara basowa
- Al Foster – perkusja
- Mtume – instrumenty perkusyjne, kongi, bęben wodny, rhythmbox

## Spis utworów

### CD
Płyta pierwsza (I)
1. Prelude (część I) [22:37]
2. Prelude (część II) [10:31]
3. Maiysha [12:20]

Płyta druga (II)
1. Interlude [26:50]
2. Theme from Jack Jackson [25:16]

### Album analogowy (winyl)
Płyta pierwsza
Strona pierwsza
1. Prelude (część I)

Strona druga
1. Prelude (część II)
2. Maiysha

Płyta druga
Strona trzecia
1. Interlude

Strona czwarta
1. Theme from Jack Jackson

- Na japońskim CD obie części "Prelude" są połączone.

## Opis płyty

### Płyta analogowa (winylowa)
- Producent – Teo Macero
- Inżynier nagrywający – Tomoo Suzuki
- Asystenci inżyniera – Mitsuru Kasai, Takaaki Amano
- Daty nagrania – 1 lutego 1975
- Miejsce nagrania – Osaka Festival Hall, Osaka, Japonia
- Czas albumu – 96 min. 54 sek./1 godz. 36 min. 54 sek.
- Data wydania – 1975
- Projekt okładki – John Berg
- Grafika na okładce – Elena Pavlov
- Fotografie z tyłu okładki – David Gahr
- Firma nagraniowa – CBS/Sony
- Numer katalogowy – PG 33967

### Wznowienie na CD
- Producent – Mike Berniker
- Cyfrowy remastering – Larry Keys
- Studio – New York Studios
- Koordynacja serii Contemporary Jazz Masters – Mike Berniker, Gary Pacheco, Penny Armstrong
- Firma nagraniowa – Columbia/Legacy
- Numer katalogowy – C2K 46799
- ©1976, 1991 Sony Music Entertainment, Inc.